# Nagy Ödön (néprajzkutató)
Nagy Ödön (Sajóudvarhely, 1914. május 31. – Mezőfele, 1995. szeptember 1.) erdélyi református lelkész, néprajzkutató. Nagy Olga testvére.

## Életútja
Középiskoláit a marosvásárhelyi Református Kollégiumban végezte (1932); a kolozsvári I. Ferdinánd Egyetemen magyar-latin-szociológia szakon tanult két évig, majd a Református Teológián lelkészi képesítést szerzett (1937). Budapesten Györffy István irányításával néprajzi tanulmányokat folytatott (1937–38). Kissármáson szórványgondozó segédlelkész, Mezőköbölkúton, Hariban, Istvánházán, Szolokmán lelkész, majd Havadon nyugalomba vonulásáig (1940–81).

## Kutatásai
Kutatási területe az egyházi ünnepekhez fűződő népszokások, falusi hagyományok gyűjtése. Szaktanulmányait a budapesti Ethnographia, Erdélyi Múzeum, Ifjú Erdély, az aradi Havi Szemle, a TETT, a Népismereti Dolgozatok 1980 s az 1982-es Korunk Évkönyv közölte. Utóbbi a havadi parasztcsalád szerkezetével foglalkozik. Az 1990-ben alakult Kriza János Néprajzi Társaság tagja, sepsiszentgyörgyi vándorgyűlésén a mezőfelei gyékényfeldolgozó háziiparról szóló dolgozata díszoklevélben részesült. Munkatársa a Nagy Olga által kezdeményezett és sokáig kéziratban maradt Havad-monográfiának; részt vett a Nagy Olga irányításával készített Vallási értékrend c. kérdőív kidolgozásában, s A népi vallásosság vizsgálata Erdélyben c. tanulmányában (Művelődés, 1992/1) összefoglalta több évtizedes munkásságát a vallási néprajz művelésében.
1990 után, a romániai magyar folklórkutatás újjászerveződésének tulajdoníthatóan munkásságának újabb aktív korszaka kezdődött. Tanulmányai jelentek meg a Kriza János Néprajzi Társaság Évkönyvében (A havadi juhtenyésztés. 1. 1992. 24–36; A mezőfelei gyékényfeldolgozó háziipar. 2. 1994. 128–146; Halál és temetés Hariban. 3. 1995. 92–98), a Néprajzi Látóhatárban (Temetési szokások a Maros megyei református gyülekezetekben. I. 1992. 3–4. sz. 53–63; A hagyományos szőlőtermesztés és borászat Mezőfelében. II. 1993. 3. sz. 140–141; Népi joghagyományok Havadon. II. 1993. 4. sz. 21–39; Fehértemetés a gyimesi Magyarcsügén. IV. 1994. 3–4. sz. 190–192; A hagyományos táplálkozás és változásai a Maros megyei Mezőfelében. V. 1995. 1–2. sz. 106–113), valamint a Népismereti Dolgozatokban (Természetbeni fizetési formák Havadon. 1994. 141–152).

## Munkái (válogatás)

### Nyomtatásban
- A mi játékaink (Jenei Sándorral), Ifjú Erdély kiadványa, 1936
- Szórvány és beolvadás (Klny. a Hitelből. Kolozsvár, 1938)
- Téli néphagyományaink (Makkai Endrével és Szabó Bálinttal Útmutató néprajzi gyűjtőknek. Klny. Kolozsvár, 1938)
- Tavaszi néphagyományok (Kolozsvár, 1939)
- Adatok téli néphagyományaink ismeretéhez (Makkai Endrével közösen, ETF. 103. Kolozsvár, 1939). Második, bővített kiadás, 1993
- Nagy Ödön–Hermán János–Nyitrai Mózes: Palástban. Lelkészek szórványban; sajtó alá rend. Keszeg Vilmos, előszó Keszeg Vilmos, Becze Márta, szerk. Nagy Pál; Mentor, Marosvásárhely, 2001
- Gegesi László János–Nagy Ödön–Székely Ferenc: Népi gazdálkodás Havadon; Kriterion, Kolozsvár, 2002
- Nagy Ödön szórványlelkész és néprajzkutató; szerk. Keszeg Vilmos; Exit–Erdélyi Református Egyházkerület, Kolozsvár, 2015

### Kéziratban
- A mezőfelei adventista gyülekezet;
- Egy szórványgondozó lelkész naplója;
- Adatok tavaszi néphagyományaink ismeretéhez.

## Források

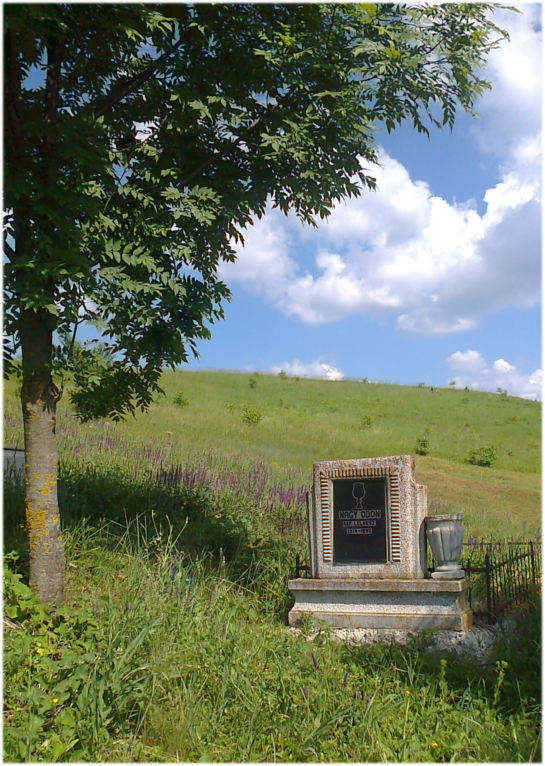
Sírja Mezőfelében a régi temető déli végében